# Baraçais
Baraçais é uma aldeia da freguesia da Roliça, do município do Bombarral, região Oeste portuguesa.
Tem como orago São Miguel Arcanjo.
Até à bem pouco tempo a aldeia era na maioria constituída por pequenos agricultores que cultivavam para consumo e alguns para venda. Há alguns anos têm chegado aos Baraçais pessoas de grandes centros urbanos (como por exemplo de Lisboa), com o objectivo de encontrar tranquilidade e repouso. Compram casas de fim-de-semana e têm ajudado a população local.